# Margaret Mortimer

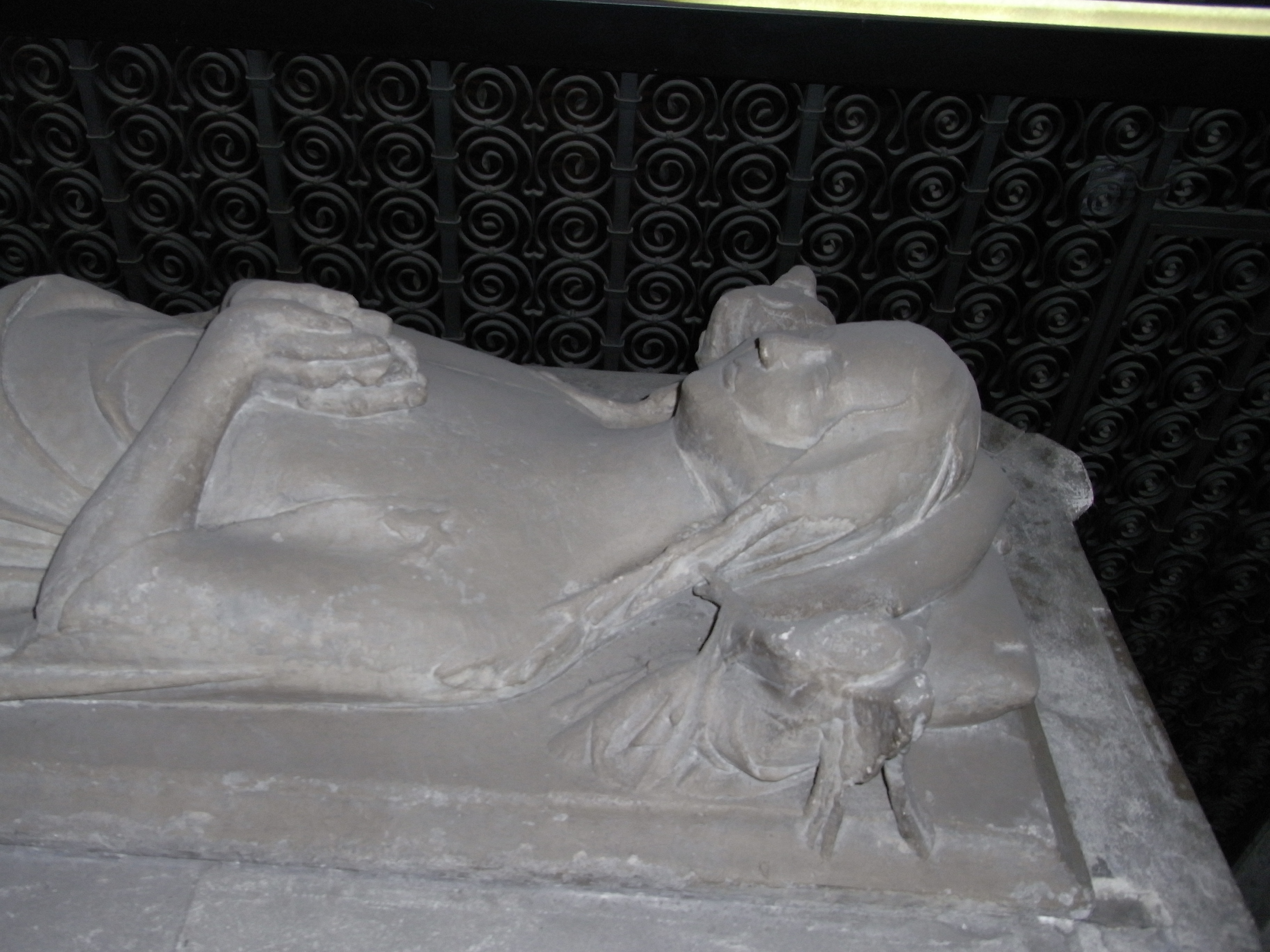
Grabdenkmal von Margaret Mortimer in der Kathedrale von Bristol

Margaret Mortimer (verheiratet Margaret Berkeley) (* 2. Mai 1304; † 5. Mai 1337) war eine englische Adlige.
Margaret Mortimer entstammte der anglonormannischen Familie Mortimer. Sie war die älteste Tochter von Roger Mortimer of Wigmore und dessen Frau Joan de Geneville. Sie wurde nach Mortimers Mutter Margaret de Fiennes benannt.
Im Mai 1319 wurde Margaret mit Thomas de Berkeley, dem ältesten Sohn von Maurice de Berkeley, 2. Baron Berkeley verheiratet. Die Ehe sollte das Bündnis zwischen Mortimer und der Familie Berkeley, einer anderen wichtigen Familie der Welsh Marches festigen. Anfang 1322 scheiterte die Rebellion  gegen König Eduard II.ihres Vaters, der von Margarets Mann und Schwiegervater unterstützt wurde. Ihr Mann musste sich ergeben, worauf auch Margaret gefangen genommen wurde. Ab 1324 wurde sie in Shouldham Priory in Norfolk festgehalten. Für ihren Lebensunterhalt bewilligte die Regierung wöchentlich nur fünfzehn Pennys, womit ihr weniger als den Häftlingen im Tower of London zugestanden wurde. Nachdem ihr Vater 1326 den König stürzen konnte, kam ihr Mann wieder frei und konnte als Baron Berkeley das Erbe seines Vaters antreten. Auch Margaret konnte das Kloster verlassen. Ihre Ehe wurde bestätigt, und 1329 bestätigte der Papst die Ehelichkeit ihrer Kinder.
Mit ihrem Mann Thomas de Berkeley hatte Margaret mindestens zwei Kinder:
- Joan de Berkeley († 1369) ⚭ Reginald de Cobham, 1. Baron Cobham
- Maurice de Berkeley, 4. Baron Berkeley (um 1330–1368)

Nach ihrem Tod wurde Margaret in der Lady Chapel der St Augustine Abbey in Bristol beigesetzt.